# Mistrovství světa v ledním hokeji do 18 let 2014
Mistrovství světa v ledním hokeji do 18 let 2014 se konalo ve finských městech Lappeenrantě a Imatře. Jednalo se o šestnácté mistrovství. Začalo 17. dubna 2014 a skončilo 27. dubna 2014. Vítězem se stalo mužstvo USA, které ve finále zdolalo český výběr, pro který to bylo historicky první finále.

## Hrací formát turnaje
Hrací formát byl stejný jako v předchozím roce. Ve dvou základních skupinách hrálo vždy pět týmů každý s každým. Vítězství se počítalo za tři body, v případě nerozhodného výsledku si oba týmy připsaly bod a následovalo 5 min. prodloužení a v případě nerozhodného výsledku samostatné nájezdy. Tato kritéria rozhodovala o držiteli bonusového bodu.
Čtyři nejlepší týmy z každé skupiny postoupily do čtvrtfinále, zatímco poslední týmy obou skupin hrály o udržení v elitní skupině (hrálo se na dva vítězné zápasy) a ten horší ze dvou týmů sestoupil (Dánsko).
Ani v playoff se nic nezměnilo, v případě vyrovnaného stavu i po šedesáti minutách se prodlužoval zápas o deset minut, případně proběhla trestná střílení. Vítěz zápasu postoupil dále.
V nižších divizích I, II a III byly týmy rozděleny podle výkonnosti do skupin A a B. Vítěz A skupiny I. divize postoupil mezi elitu, poslední šel do B skupiny, nahradil jej její vítěz. Nejhorší tým B skupiny I. divize sestoupil do A skupiny II. divize, jejíž vítěz šel do B skupiny I. divize, poslední sestoupil do B skupiny. V B skupině II. divize šel vítěz do A skupiny a poslední sestoupil do A skupiny III. divize, jejíž vítěz jej nahradil, poslední sestoupil do B skupiny. V B skupině III. divize šel vítěz do A skupiny.

## Stadiony
| Lappeenranta               | Imatra                            |
| Kisapuisto Kapacita: 4 825 | Imatra Spa Areena Kapacita: 1 200 |
| Kisapuisto                 |                                   |

## Základní skupiny
|  | Týmy postupující do čtvrtfinále |
|  | Týmy hrající o udržení          |

### Skupina A

#### Tabulka
| Tým       | Z | V | VP | PP | P | GV | GI | B  |
| --------- | - | - | -- | -- | - | -- | -- | -- |
| Kanada    | 4 | 3 | 0  | 1  | 0 | 12 | 7  | 10 |
| Švédsko   | 4 | 2 | 1  | 0  | 1 | 20 | 11 | 8  |
| Rusko     | 4 | 1 | 2  | 1  | 0 | 14 | 10 | 8  |
| Slovensko | 4 | 1 | 0  | 1  | 2 | 9  | 12 | 4  |
| Německo   | 4 | 0 | 0  | 0  | 4 | 8  | 23 | 0  |

Všechny časy jsou místní (UTC+3).
| 17. dubna 2014 16:00 | Slovensko | 2:3 PP (1–1, 1–1, 0–0 : 0–1) | Rusko | Imatra Spa Areena, Imatra Návštěvnost: 786 |  |

| Zpráva                                                      |                                                             |                     | |                                                                              |
| Adam Húska                                                  | Adam Húska                                                  | Brankáři            | Alexandr Truškov | Rozhodčí: Andris Ansons Anssi Salonen Čároví: Rene Jensen Alexander Waldejer |
| P. Maier (M. Paločko) (PP) – 19:08 K. Pospíšil (SH) – 36:02 | P. Maier (M. Paločko) (PP) – 19:08 K. Pospíšil (SH) – 36:02 | 0–1 1–1 2–1 2–2 2–3 | 15:44 – J. Svečnikov (I. Nikolišin, N. Ljamkin) 37:20 – K. Pilipenko (V. Kameněv, D. Vovčenko) (PP) 60:22 – K. Pilipenko (D. Vovčenko, N. Ljamkin) (PP) | Rozhodčí: Andris Ansons Anssi Salonen Čároví: Rene Jensen Alexander Waldejer |
| 12 min                                                      | 12 min                                                      | Tresty              | 4 min | Rozhodčí: Andris Ansons Anssi Salonen Čároví: Rene Jensen Alexander Waldejer |
| 17                                                          | 17                                                          | Střely              | 36 | Rozhodčí: Andris Ansons Anssi Salonen Čároví: Rene Jensen Alexander Waldejer |

| 17. dubna 2014 19:30 | Švédsko | 1:3 (0–1, 1–1, 0–1) | Kanada | Imatra Spa Areena, Imatra Návštěvnost: 967 |  |

| Zpráva                                        |                                               |                 |                                                                             |                                                                               |
| Linus Soderstrom                              | Linus Soderstrom                              | Brankáři        | Mason McDonald                                                              | Rozhodčí: Mikko Kaukokari Geoffrey Miller Čároví: Dana Penkivech Jani Pesonen |
| D. Muzito Bagenda (A. Holmström) (PP) – 30:57 | D. Muzito Bagenda (A. Holmström) (PP) – 30:57 | 0–1 0–2 1–2 1–3 | 06:45 – J. Virtanen (R. McKeown) 21:03 – J. Virtanen (PP) 43:07 – M. Barzal | Rozhodčí: Mikko Kaukokari Geoffrey Miller Čároví: Dana Penkivech Jani Pesonen |
| 26 min                                        | 26 min                                        | Tresty          | 22 min                                                                      | Rozhodčí: Mikko Kaukokari Geoffrey Miller Čároví: Dana Penkivech Jani Pesonen |
| 25                                            | 25                                            | Střely          | 18                                                                          | Rozhodčí: Mikko Kaukokari Geoffrey Miller Čároví: Dana Penkivech Jani Pesonen |

| 18. dubna 2014 16:00 | Německo | 1:4 (1–1, 0–1, 0–2) | Slovensko | Imatra Spa Areena, Imatra Návštěvnost: 968 |  |

| Zpráva                            |                                   |                     | |                                                                                |
| Florian Proske                    | Florian Proske                    | Brankáři            | Matej Tomek                                                                                                   | Rozhodčí: Alexandr Sergejev Tobian Wehrli Čároví: Gleb Lazarev Sotaro Jamaguči |
| M. Wiederer (M. Kammerer) – 00:32 | M. Wiederer (M. Kammerer) – 00:32 | 1–0 1–1 1–2 1–3 1–4 | 17:50 – J. Milý 34:22 – R. Bondra (J. Meliško) 44:38 – K. Farleťák (K. Pospíšil) 59:50 – M. Paločko (J. Milý) | Rozhodčí: Alexandr Sergejev Tobian Wehrli Čároví: Gleb Lazarev Sotaro Jamaguči |
| 6 min                             | 6 min                             | Tresty              | 12 min | Rozhodčí: Alexandr Sergejev Tobian Wehrli Čároví: Gleb Lazarev Sotaro Jamaguči |
| 24                                | 24                                | Střely              | 18 | Rozhodčí: Alexandr Sergejev Tobian Wehrli Čároví: Gleb Lazarev Sotaro Jamaguči |

| 19. dubna 2014 16:00 | Kanada | 5:2 (1–0, 1–2, 3–0) | Německo | Imatra Spa Areena, Imatra Návštěvnost: 1 200 |  |

| Zpráva | |                             |                                                                                          |                                                                                  |
| Julio Billia | Julio Billia | Brankáři                    | Daniel Fiessinger                                                                        | Rozhodčí: Pavel Hodek Anssi Salonen Čároví: Andreas Malmqvist Alexander Waldejer |
| D. Audette (J. Hawryluk, B. Thomas) – 06:37 C. Bleakley (C. Bishop) – 34:29 R. Gropp (J. Virtanen) – 54:24 T. Konecny (B. Point, B. Perlini) – 56:18 J. McCann (J. Virtanen) – 59:25 | D. Audette (J. Hawryluk, B. Thomas) – 06:37 C. Bleakley (C. Bishop) – 34:29 R. Gropp (J. Virtanen) – 54:24 T. Konecny (B. Point, B. Perlini) – 56:18 J. McCann (J. Virtanen) – 59:25 | 1–0 1–1 2–1 2–2 3–2 4–2 5–2 | 33:09 – A. Eder (M. Daubner, J. Mayenschein) 37:49 – M. Kammerer (S. Loibl, M. Wiederer) | Rozhodčí: Pavel Hodek Anssi Salonen Čároví: Andreas Malmqvist Alexander Waldejer |
| 4 min | 4 min | Tresty                      | 4 min                                                                                    | Rozhodčí: Pavel Hodek Anssi Salonen Čároví: Andreas Malmqvist Alexander Waldejer |
| 42 | 42 | Střely                      | 23                                                                                       | Rozhodčí: Pavel Hodek Anssi Salonen Čároví: Andreas Malmqvist Alexander Waldejer |

| 19. dubna 2014 19:30 | Rusko | 3:4 SN (0–2, 0–1, 3–0 : 0–0 : 0–1) | Švédsko | Imatra Spa Areena, Imatra Návštěvnost: 1 200 |  |

| Zpráva | |                                            | |                                                                                      |
| Alexandr Truškov Maxim Treťjak | Alexandr Truškov Maxim Treťjak | Brankáři                                   | Linus Soderstrom | Rozhodčí: Kendrick Nicholson Tobias Wehrli Čároví: Dana Penkivech Nikolaj Ponomarjow |
| D. Vovčenko (I. Dervuk) – 42:48 S. Afonasievskij – 49:02 V. Kameněv (N. Ljamkin, D. Vovčenko) (PP) – 52:05 Ivan Nikolišin D. Vovčenko | D. Vovčenko (I. Dervuk) – 42:48 S. Afonasievskij – 49:02 V. Kameněv (N. Ljamkin, D. Vovčenko) (PP) – 52:05 Ivan Nikolišin D. Vovčenko | 0–1 0–2 0–3 1–3 2–3 3–3 Samostatné nájezdy | 11:19 – O. Lindblom (W. Nylander) 14:46 – G. Forsling (W. Nylander) (PP) 27:25 – G. Forsling (O. Lindblom) (PP) Adrian Kempe W. Nylander | Rozhodčí: Kendrick Nicholson Tobias Wehrli Čároví: Dana Penkivech Nikolaj Ponomarjow |
| 16 min | 16 min | Tresty                                     | 12 min | Rozhodčí: Kendrick Nicholson Tobias Wehrli Čároví: Dana Penkivech Nikolaj Ponomarjow |
| 18 | 18 | Střely                                     | 30 | Rozhodčí: Kendrick Nicholson Tobias Wehrli Čároví: Dana Penkivech Nikolaj Ponomarjow |

| 20. dubna 2014 16:00 | Slovensko | 1:2 (1–0, 0–1, 0–1) | Kanada | Imatra Spa Areena, Imatra Návštěvnost: 1 083 |  |

| Zpráva               |                      |             |                                                                    |                                                                                |
| Adam Húska           | Adam Húska           | Brankáři    | Mason McDonald                                                     | Rozhodčí: Michael Hicks Gordon Schukies Čároví: Rene Jensen Nikolaj Ponomarjow |
| J. Milý (SH) – 12:24 | J. Milý (SH) – 12:24 | 1–0 1–1 1–2 | 39:53 – B. Perlini (H. Fleury, T. Sanheim) (PP) 53:23 – B. Perlini | Rozhodčí: Michael Hicks Gordon Schukies Čároví: Rene Jensen Nikolaj Ponomarjow |
| 18 min               | 18 min               | Tresty      | 12 min                                                             | Rozhodčí: Michael Hicks Gordon Schukies Čároví: Rene Jensen Nikolaj Ponomarjow |
| 22                   | 22                   | Střely      | 25                                                                 | Rozhodčí: Michael Hicks Gordon Schukies Čároví: Rene Jensen Nikolaj Ponomarjow |

| 21. dubna 2014 16:00 | Rusko | 5:2 (3–2, 0–0, 2–0) | Německo | Imatra Spa Areena, Imatra Návštěvnost: 1 183 |  |

| Zpráva | |                             |                                                                        |                                                                               |
| Maxim Treťjak Alexandr Truškov | Maxim Treťjak Alexandr Truškov | Brankáři                    | Florian Proske                                                         | Rozhodčí: Mikko Kaukorai Daniel Konc Čároví: Andreas Malmqvist Dana Penkivech |
| J. Svečnikov (V. Kameněv, N. Ljamkin) (PP) – 08:14 A. Protapovič (I. Nikolišin) – 09:22 K. Pilipenko (N. Ljamkin, V. Kameněv) (PP) – 15:59 I. Nikolišin (A. Protapovič, J. Svečnikov) – 45:44 J. Svečnikov (I. Nikolišin, A. Slepcov) (PP) – 48:32 | J. Svečnikov (V. Kameněv, N. Ljamkin) (PP) – 08:14 A. Protapovič (I. Nikolišin) – 09:22 K. Pilipenko (N. Ljamkin, V. Kameněv) (PP) – 15:59 I. Nikolišin (A. Protapovič, J. Svečnikov) – 45:44 J. Svečnikov (I. Nikolišin, A. Slepcov) (PP) – 48:32 | 1–0 2–0 2–1 2–2 3–2 4–2 5–2 | 13:29 – S. Loibl (PP2) 14:17 – M. Kammerer (K. Wissmann, A. Eder) (PP) | Rozhodčí: Mikko Kaukorai Daniel Konc Čároví: Andreas Malmqvist Dana Penkivech |
| 22 min | 22 min | Tresty                      | 14 min                                                                 | Rozhodčí: Mikko Kaukorai Daniel Konc Čároví: Andreas Malmqvist Dana Penkivech |
| 35 | 35 | Střely                      | 29                                                                     | Rozhodčí: Mikko Kaukorai Daniel Konc Čároví: Andreas Malmqvist Dana Penkivech |

| 21. dubna 2014 19:30 | Švédsko | 6:2 (1–0, 3–1, 2–1) | Slovensko | Imatra Spa Areena, Imatra Návštěvnost: 1 200 |  |

| Zpráva | |                                 |                                              |                                                                           |
| Linus Soderstrom | Linus Soderstrom | Brankáři                        | Matej Tomek                                  | Rozhodčí: Pavel Hodek Anssi Salonen Čároví: Jani Pesonen Sotaro Yamaguchi |
| G. Forsberg (W. Nylander, A. Kempe) (PP) – 08:14 W. Nylander (A. Holmström) – 25:44 W. Nylander (A. Kempe) (PP2) – 28:57 A. Holmström (A. Ollas-Mattsson, W. Nylander) – 36:12 H. Tornqvist (R. Andersson) (SH) – 41:13 W. Nylander (A. Kempe, A. Holmström) (PP2) – 54:29 | G. Forsberg (W. Nylander, A. Kempe) (PP) – 08:14 W. Nylander (A. Holmström) – 25:44 W. Nylander (A. Kempe) (PP2) – 28:57 A. Holmström (A. Ollas-Mattsson, W. Nylander) – 36:12 H. Tornqvist (R. Andersson) (SH) – 41:13 W. Nylander (A. Kempe, A. Holmström) (PP2) – 54:29 | 1–0 2–0 2–1 3–1 4–1 5–1 5–2 6–2 | 26:57 – C. Jaros (M. Halama) 45:27 – J. Mily | Rozhodčí: Pavel Hodek Anssi Salonen Čároví: Jani Pesonen Sotaro Yamaguchi |
| 12 min | 12 min | Tresty                          | 43 min                                       | Rozhodčí: Pavel Hodek Anssi Salonen Čároví: Jani Pesonen Sotaro Yamaguchi |
| 33 | 33 | Střely                          | 19                                           | Rozhodčí: Pavel Hodek Anssi Salonen Čároví: Jani Pesonen Sotaro Yamaguchi |

| 22. dubna 2014 16:00 | Kanada | 2:3 SN (0–0, 1–0, 1–2 : 0–0 : 0–1) | Rusko | Imatra Spa Areena, Imatra Návštěvnost: 1 200 |  |

| Zpráva | |                                    | |                                                                               |
| Mason McDonald | Mason McDonald | Brankáři                           | Maxim Treťjak | Rozhodčí: Andris Ansons Geoffrey Miller Čároví: Miroslav Lhotský Jani Pesonen |
| T. Konecny (T. Sanheim) – 21:49 M. Barzal (J. McCann, T. Sanheim) – 47:40 Connor Bleackley J. McCann Jake Virtanen | T. Konecny (T. Sanheim) – 21:49 M. Barzal (J. McCann, T. Sanheim) – 47:40 Connor Bleackley J. McCann Jake Virtanen | 1–0 1–1 2–1 2–2 Samostatné nájezdy | 40:27 – I. Nikolišin (R. Fazlejev) 59:25 – V. Kameněv (I. Nikolišin, A. Slepcov) (PP)(EA) Kirill Pilipenko V. Kameněv | Rozhodčí: Andris Ansons Geoffrey Miller Čároví: Miroslav Lhotský Jani Pesonen |
| 10 min | 10 min | Tresty                             | 25 min | Rozhodčí: Andris Ansons Geoffrey Miller Čároví: Miroslav Lhotský Jani Pesonen |
| 25 | 25 | Střely                             | 31 | Rozhodčí: Andris Ansons Geoffrey Miller Čároví: Miroslav Lhotský Jani Pesonen |

| 22. dubna 2014 19:30 | Německo | 3:9 (0–3, 1–4, 2–2) | Švédsko | Imatra Spa Areena, Imatra Návštěvnost: 1 200 |  |

| Zpráva | |                                                 | |                                                                            |
| Florian Proske Daniel Fiessinger | Florian Proske Daniel Fiessinger | Brankáři                                        | Markus Olsson | Rozhodčí: Michael Hicks Tobias Wehrli Čároví: Jordan Browne Dana Penkivech |
| M. Wiederer (M. Kammerer, K. Wissmann) (PP) – 31:01 M. Kammerer (S. Loibl, C. Konopatzki) – 41:30 M. Wiederer (M. Todam, K. Wissmann) (PP) – 44:33 | M. Wiederer (M. Kammerer, K. Wissmann) (PP) – 31:01 M. Kammerer (S. Loibl, C. Konopatzki) – 41:30 M. Wiederer (M. Todam, K. Wissmann) (PP) – 44:33 | 0–1 0–2 0–3 0–4 0–5 1–5 1–6 1–7 2–7 3–7 3–8 3–9 | 07:06 – A. Holmström (O. Lindblom, A. Ollas-Mattsson) 11:21 – S. Aho (G. Franzen, K. Rosdahl) (PP2) 14:52 – O. Lindblom (W. Nylander, A. Holmström) 25:05 – W. Lagesson (W. Nylander, A. Holmström) 25:14 – H. Tornqvist (J. Forsbacka-Karlsson, K. Rosdahl) 32:58 – S. Aho (G. Franzen) (PP) 33:53 – R. Andersson (C. Ehn, K. Elgestal) 45:23 – G. Forsling (W. Nylander, A. Kempe) (PP) 50:30 – W. Nylander (A. Holmström, O. Lindblom) | Rozhodčí: Michael Hicks Tobias Wehrli Čároví: Jordan Browne Dana Penkivech |
| 10 min | 10 min | Tresty                                          | 6 min | Rozhodčí: Michael Hicks Tobias Wehrli Čároví: Jordan Browne Dana Penkivech |
| 21 | 21 | Střely                                          | 45 | Rozhodčí: Michael Hicks Tobias Wehrli Čároví: Jordan Browne Dana Penkivech |

### Skupina B

#### Tabulka
| Tým       | Z | V | VP | PP | P | GV | GI | B |
| --------- | - | - | -- | -- | - | -- | -- | - |
| USA       | 4 | 3 | 0  | 0  | 1 | 16 | 7  | 9 |
| Česko     | 4 | 2 | 1  | 0  | 1 | 17 | 10 | 8 |
| Finsko    | 4 | 2 | 0  | 1  | 1 | 14 | 10 | 7 |
| Švýcarsko | 4 | 2 | 0  | 0  | 2 | 10 | 10 | 6 |
| Dánsko    | 4 | 0 | 0  | 0  | 4 | 5  | 25 | 0 |

Všechny časy jsou místní (UTC+3).
| 17. dubna 2014 15:00 | Švýcarsko | 4:2 (1–2, 0–0, 3–0) | USA | Kisapuisto, Lappeenranta Návštěvnost: 726 |  |

| Zpráva | |                         |                                                                                    |                                                                                   |
| Gauthier Descloux | Gauthier Descloux | Brankáři                | Alexander Nedeljkovic                                                              | Rozhodčí: Michael Hicks Kendrick Nicholson Čároví: Jordan Browne Miroslav Lhotský |
| D. Riat (J. Privet) – 11:55 K. Fiala (D. Malgin, J. Siegenthaler) – 40:46 D. Malgin (K. Fiala) – 56:30 D. Malgin (ENG) – 59:49 | D. Riat (J. Privet) – 11:55 K. Fiala (D. Malgin, J. Siegenthaler) – 40:46 D. Malgin (K. Fiala) – 56:30 D. Malgin (ENG) – 59:49 | 0–1 1–1 1–2 2–2 3–2 4–2 | 05:13 – J. Dougherty (B. Fortunato, F. Milano) (PP) 15:42 – K. Connor (N. Hanifin) | Rozhodčí: Michael Hicks Kendrick Nicholson Čároví: Jordan Browne Miroslav Lhotský |
| 16 min | 16 min | Tresty                  | 2 min                                                                              | Rozhodčí: Michael Hicks Kendrick Nicholson Čároví: Jordan Browne Miroslav Lhotský |
| 37 | 37 | Střely                  | 33                                                                                 | Rozhodčí: Michael Hicks Kendrick Nicholson Čároví: Jordan Browne Miroslav Lhotský |

| 17. dubna 2014 18:30 | Dánsko | 1:6 (0–3, 1–2, 0–1) | Finsko | Kisapuisto, Lappeenranta Návštěvnost: 1 942 |  |

| Zpráva                            |                                   |                             | |                                                                               |
| Thomas Lilie                      | Thomas Lilie                      | Brankáři                    | Kaapo Kähkönen | Rozhodčí: Pavel Hodek Linus Ohlund Čároví: Nikolaj Ponomarjow Sotaro Jamaguči |
| J. Korsgaard (S. Nielsen) – 21:36 | J. Korsgaard (S. Nielsen) – 21:36 | 0–1 0–2 0–3 1–3 1–4 1–5 1–6 | 04:21 – S. Aho (A. Kalapudas) 07:24 – M. Rantanen (Rouhiainen, J. Lammikko) 08:26 – M. Rantanen (J. Lammikko, S. Moberg) (PP) 24:32 – S. Moberg (J. Lammikko) 29:23 – M. Rantanen (SH) 51:35 – K. Kapanen (M. Honkanen) (PP) | Rozhodčí: Pavel Hodek Linus Ohlund Čároví: Nikolaj Ponomarjow Sotaro Jamaguči |
| 33 min                            | 33 min                            | Tresty                      | 10 min | Rozhodčí: Pavel Hodek Linus Ohlund Čároví: Nikolaj Ponomarjow Sotaro Jamaguči |
| 11                                | 11                                | Střely                      | 41 | Rozhodčí: Pavel Hodek Linus Ohlund Čároví: Nikolaj Ponomarjow Sotaro Jamaguči |

| 18. dubna 2014 18:30 | Česko | 9:2 (4–0, 3–0, 2–2) | Dánsko | Kisapuisto, Lappeenranta Návštěvnost: 204 |  |

| Zpráva | |                                             |                                                                             |                                                                              |
| Vítek Vaněček | Vítek Vaněček | Brankáři                                    | Mathias Seldrup Thomas Lilie                                                | Rozhodčí: Daniel Konc Gordon Schukies Čároví: Andreas Malmqvist Jani Pesonen |
| J. Vrána (D. Pastrňák, V. Karabáček) (PP) – 06:51 M. Špaček (J. Zbořil, P. Zacha) – 10:44 P. Zacha (V. Karabáček, M. Špaček) – 13:00 L. Vopelka (D. Mašín) – 15:11 F. Pyrochta (J. Ordoš, J. Černoch) – 22:14 A. Rašner (L. Vopelka, J. Vrána) – 31:34 V. Karabáček (M. Špaček, J. Zbořil) – 35:15 J. Vrána (D. Pastrňák) – 46:45 V. Karabáček (P. Zacha, V. Vaněček) – 50:10 | J. Vrána (D. Pastrňák, V. Karabáček) (PP) – 06:51 M. Špaček (J. Zbořil, P. Zacha) – 10:44 P. Zacha (V. Karabáček, M. Špaček) – 13:00 L. Vopelka (D. Mašín) – 15:11 F. Pyrochta (J. Ordoš, J. Černoch) – 22:14 A. Rašner (L. Vopelka, J. Vrána) – 31:34 V. Karabáček (M. Špaček, J. Zbořil) – 35:15 J. Vrána (D. Pastrňák) – 46:45 V. Karabáček (P. Zacha, V. Vaněček) – 50:10 | 1–0 2–0 3–0 4–0 5–0 6–0 7–0 7–1 8–1 9–1 9–2 | 42:34 – A. True (M. Klussmann, F. Hoeg) 59:28 – J. Korsgaard (M. Eskildsen) | Rozhodčí: Daniel Konc Gordon Schukies Čároví: Andreas Malmqvist Jani Pesonen |
| 2 min | 2 min | Tresty                                      | 8 min                                                                       | Rozhodčí: Daniel Konc Gordon Schukies Čároví: Andreas Malmqvist Jani Pesonen |
| 52 | 52 | Střely                                      | 11                                                                          | Rozhodčí: Daniel Konc Gordon Schukies Čároví: Andreas Malmqvist Jani Pesonen |

| 19. dubna 2014 15:00 | USA | 3:0 (2–0, 1–0, 0–0) | Česko | Kisapuisto, Lappeenranta Návštěvnost: 2 523 |  |

| Zpráva | |             |               |                                                                         |
| Alexander Nedeljkovic | Alexander Nedeljkovic | Brankáři    | Vítek Vaněček | Rozhodčí: Andris Ansons Linus Ohlund Čároví: Jordan Browne Gleb Lazarev |
| A. Matthews (J. Dougherty, B. Fortunato) – 08:17 F. Milano (J. Eichel, A. Tuch) – 20:58 K. Connor (J. Wegwerth, J. Glover) – 24:27 | A. Matthews (J. Dougherty, B. Fortunato) – 08:17 F. Milano (J. Eichel, A. Tuch) – 20:58 K. Connor (J. Wegwerth, J. Glover) – 24:27 | 1–0 2–0 3–0 |               | Rozhodčí: Andris Ansons Linus Ohlund Čároví: Jordan Browne Gleb Lazarev |
| 10 min | 10 min | Tresty      | 6 min         | Rozhodčí: Andris Ansons Linus Ohlund Čároví: Jordan Browne Gleb Lazarev |
| 35 | 35 | Střely      | 24            | Rozhodčí: Andris Ansons Linus Ohlund Čároví: Jordan Browne Gleb Lazarev |

| 19. dubna 2014 18:30 | Finsko | 2:1 (1–1, 0–0, 1–0) | Švýcarsko | Kisapuisto, Lappeenranta Návštěvnost: 4 133 |  |

| Zpráva                                                                        |                                                                               |             |                                      |                                                                              |
| Kaapo Kähkönen                                                                | Kaapo Kähkönen                                                                | Brankáři    | Gauthier Descloux                    | Rozhodčí: Daniel Konc Alexandr Sergejev Čároví: Rene Jensen Miroslav Lhotský |
| J. Lammikko (M. Rantanen) – 04:48 S. Aho (W. Hopponen, J. Rouhiainen) – 49:04 | J. Lammikko (M. Rantanen) – 04:48 S. Aho (W. Hopponen, J. Rouhiainen) – 49:04 | 1–0 1–1 2–1 | 10:01 – D. Malgin (K. Fiala, N. Rod) | Rozhodčí: Daniel Konc Alexandr Sergejev Čároví: Rene Jensen Miroslav Lhotský |
| 14 min                                                                        | 14 min                                                                        | Tresty      | 6 min                                | Rozhodčí: Daniel Konc Alexandr Sergejev Čároví: Rene Jensen Miroslav Lhotský |
| 27                                                                            | 27                                                                            | Střely      | 25                                   | Rozhodčí: Daniel Konc Alexandr Sergejev Čároví: Rene Jensen Miroslav Lhotský |

| 20. dubna 2014 18:30 | Dánsko | 0:7 (0–1, 0–2, 0–4) | USA | Kisapuisto, Lappeenranta Návštěvnost: 384 |  |

| Zpráva          |                 |                             | |                                                                                  |
| Mathias Seldrup | Mathias Seldrup | Brankáři                    | Edwin Minney | Rozhodčí: Mikko Kaukokari Tobias Wehrli Čároví: Miroslav Lhotský Sotaro Jamaguči |
|                 |                 | 0–1 0–2 0–3 0–4 0–5 0–6 0–7 | 10:24 – F. Milano (J. Eichel) 31:47 – J. Fiegl (J. Wegwerth) 36:34 – J. Eichel (F. Milano, J. Glover) 42:41 – J. Glover (L. Belpedio, F. Milano) 45:28 – R. Hitchcock (A. Matthews) 52:49 – J. Eichel (B. Fortunato, J. Dougherty 53:05 – K. Connor (R. Hitchcock, N. Hanifin) | Rozhodčí: Mikko Kaukokari Tobias Wehrli Čároví: Miroslav Lhotský Sotaro Jamaguči |
| 14 min          | 14 min          | Tresty                      | 6 min | Rozhodčí: Mikko Kaukokari Tobias Wehrli Čároví: Miroslav Lhotský Sotaro Jamaguči |
| 8               | 8               | Střely                      | 59 | Rozhodčí: Mikko Kaukokari Tobias Wehrli Čároví: Miroslav Lhotský Sotaro Jamaguči |

| 21. dubna 2014 15:00 | Finsko | 3:4 SN (0–0, 1–2, 2–1 : 0–0 : 0–1) | Česko | Kisapuisto, Lappeenranta Návštěvnost: 3 575 |  |

| Zpráva | |                                            | |                                                                                      |
| Kaapo Kähkönen | Kaapo Kähkönen | Brankáři                                   | Vítek Vaněček | Rozhodčí: Geoffrey Miller Kendrick Nicholson Čároví: Gleb Lazarev Nikolaj Ponomarjow |
| A. Kalapudas (W. Hopponen, J. Parikka) – 23:59 J. Lammikko (M. Rantanen) – 48:20 S. Niku (A. Kalapudas, S. Aho) – 58:48 A. Kalapudas Kasperi Kapanen | A. Kalapudas (W. Hopponen, J. Parikka) – 23:59 J. Lammikko (M. Rantanen) – 48:20 S. Niku (A. Kalapudas, S. Aho) – 58:48 A. Kalapudas Kasperi Kapanen | 1–0 1–1 1–2 2–2 2–3 3–3 Samostatné nájezdy | 32:14 – J. Vrána (D. Kaše) 32:51 – J. Smejkal (F. Chlapík, R. Veselý) 56:39 – V. Karabáček J. Vrána David Pastrňák | Rozhodčí: Geoffrey Miller Kendrick Nicholson Čároví: Gleb Lazarev Nikolaj Ponomarjow |
| 14 min | 14 min | Tresty                                     | 10 min | Rozhodčí: Geoffrey Miller Kendrick Nicholson Čároví: Gleb Lazarev Nikolaj Ponomarjow |
| 32 | 32 | Střely                                     | 37 | Rozhodčí: Geoffrey Miller Kendrick Nicholson Čároví: Gleb Lazarev Nikolaj Ponomarjow |

| 21. dubna 2014 18:30 | Švýcarsko | 3:2 (0–0, 2–1, 1–1) | Dánsko | Kisapuisto, Lappeenranta Návštěvnost: 593 |  |

| Zpráva | |                     |                                                                        |                                                                               |
| Gauthier Descloux | Gauthier Descloux | Brankáři            | Thomas Lilie                                                           | Rozhodčí: Andris Ansons Linus Ohlund Čároví: Jordan Browne Alexander Waldejer |
| R. Karrer (K. Fiala, D. Malgin) (PP) – 30:34 K. Fiala (J. Siegenthaler, R. Karrer) – 34:23 N. Rod (K. Fiala, D. Malgin) – 57:50 | R. Karrer (K. Fiala, D. Malgin) (PP) – 30:34 K. Fiala (J. Siegenthaler, R. Karrer) – 34:23 N. Rod (K. Fiala, D. Malgin) – 57:50 | 1–0 2–0 2–1 2–2 3–2 | 37:41 – T. Olsen (E. Christensen) 55:46 – C. Mieritz (s. Nielsen) (PP) | Rozhodčí: Andris Ansons Linus Ohlund Čároví: Jordan Browne Alexander Waldejer |
| 6 min | 6 min | Tresty              | 8 min                                                                  | Rozhodčí: Andris Ansons Linus Ohlund Čároví: Jordan Browne Alexander Waldejer |
| 46 | 46 | Střely              | 24                                                                     | Rozhodčí: Andris Ansons Linus Ohlund Čároví: Jordan Browne Alexander Waldejer |

| 22. dubna 2014 15:00 | Česko | 4:2 (0–0, 1–0, 3–2) | Švýcarsko | Kisapuisto, Lappeenranta Návštěvnost: 587 |  |

| Zpráva | |                         |                                                                           |                                                                                 |
| Vitek Vanecek | Vitek Vanecek | Brankáři                | Kevin Fehr                                                                | Rozhodčí: Daniel Konc Gordon Schukies Čároví: Dana penkivech Alexander Waldejer |
| J. Vrána (D. Mašín, F. Pyrochta) – 23:16 P. Zacha (V. Karabáček, D. Pastrňák) – 41:37 P. Zacha (D. Pastrňák) – 45:33 J. Smejkal (D. Pastrňák) (ENG) – 59:57 | J. Vrána (D. Mašín, F. Pyrochta) – 23:16 P. Zacha (V. Karabáček, D. Pastrňák) – 41:37 P. Zacha (D. Pastrňák) – 45:33 J. Smejkal (D. Pastrňák) (ENG) – 59:57 | 1–0 2–0 2–1 3–1 3–2 4–2 | 44:28 – N. Rod (K. Fiala, R. Karrer) 52:12 – K. Fiala (R. Karrer, N. Rod) | Rozhodčí: Daniel Konc Gordon Schukies Čároví: Dana penkivech Alexander Waldejer |
| 6 min | 6 min | Tresty                  | 8 min                                                                     | Rozhodčí: Daniel Konc Gordon Schukies Čároví: Dana penkivech Alexander Waldejer |
| 27 | 27 | Střely                  | 18                                                                        | Rozhodčí: Daniel Konc Gordon Schukies Čároví: Dana penkivech Alexander Waldejer |

| 22. dubna 2014 18:30 | USA | 4:3 (1–1, 2–2, 1–0) | Finsko | Kisapuisto, Lappeenranta Návštěvnost: 4 047 |  |

| Zpráva | |                             | |                                                                                 |
| Alexander Nedeljkovic | Alexander Nedeljkovic | Brankáři                    | Kaapo Kähkönen | Rozhodčí: Linus Ohlund Alexandr Sergejev Čároví: Gleb Lazarev Andreas Malmqvist |
| N. Hanifin (PP) – 19:56 A. Bjork (D. Larkin) – 20:19 K. Connor (A. Matthews, N. Hanifin) – 39:59 J. Eichel (F. Milano) – 58:56 | N. Hanifin (PP) – 19:56 A. Bjork (D. Larkin) – 20:19 K. Connor (A. Matthews, N. Hanifin) – 39:59 J. Eichel (F. Milano) – 58:56 | 0–1 1–1 2–1 2–2 2–3 3–3 4–3 | 09:54 – M. Keskitalo (J. Lammikko, M. Honkanen) 25:42 – A. Saarela (M. Keskitalo) 33:53 – J. Kiviranta (K. Kapanen) | Rozhodčí: Linus Ohlund Alexandr Sergejev Čároví: Gleb Lazarev Andreas Malmqvist |
| 2 min | 2 min | Tresty                      | 10 min | Rozhodčí: Linus Ohlund Alexandr Sergejev Čároví: Gleb Lazarev Andreas Malmqvist |
| 46 | 46 | Střely                      | 20 | Rozhodčí: Linus Ohlund Alexandr Sergejev Čároví: Gleb Lazarev Andreas Malmqvist |

### O udržení
Série na dva vítězné zápasy.
Všechny časy jsou místní (UTC+3).
| 24. dubna 2014 11:00 | Německo | 3–2 (1–1, 1–1, 1–0) | Dánsko | Imatra Spa Areena, Imatra Návštěvnost: 988 |  |

| Zpráva | |                     |                                                                                                |                                                                              |
| Florian Proske | Florian Proske | Brankáři            | Thomas Lillie                                                                                  | Rozhodčí: Michael Hicks Pavel Hodek Čároví: Jordan Browne Alexander Waldejer |
| D. Kolb (A. Eder, T. Kircher) – 12:21 A. Eder (D. Kolb, T. Kircher) (PP)– 37:43 S. Loibl (M. Wiederer, E. Quaas) – 51:20 | D. Kolb (A. Eder, T. Kircher) – 12:21 A. Eder (D. Kolb, T. Kircher) (PP)– 37:43 S. Loibl (M. Wiederer, E. Quaas) – 51:20 | 0–1 1–1 1–2 2–2 3–2 | 12:04 – M. Eskildsen (E. Christensen, M. Jensen) 31:19 – M. Jensen (T. Olsen, E. Grandal) (PP) | Rozhodčí: Michael Hicks Pavel Hodek Čároví: Jordan Browne Alexander Waldejer |
| 8 min | 8 min | Tresty              | 4 min                                                                                          | Rozhodčí: Michael Hicks Pavel Hodek Čároví: Jordan Browne Alexander Waldejer |
| 24 | 24 | Střely              | 24                                                                                             | Rozhodčí: Michael Hicks Pavel Hodek Čároví: Jordan Browne Alexander Waldejer |

| 25. dubna 2014 16:00 | Dánsko | 2–3 PP (2–0, 0–0, 0–2 : 0–1) | Německo | Imatra Spa Areena, Imatra Návštěvnost: 746 |  |

| Zpráva                                                                                         |                                                                                                |                     | |                                                                           |
| Thomas Lillie                                                                                  | Thomas Lillie                                                                                  | Brankáři            | Florian Proske | Rozhodčí: Andris Ansons Daniel Konc Čároví: Gleb Lazarev Miroslav Lhotský |
| C. Mieritz (K. Jensen, M. Jensen) – 04:41 A. Krogsgaard (J. Holmberg, E. Grandal) (PP) – 12:57 | C. Mieritz (K. Jensen, M. Jensen) – 04:41 A. Krogsgaard (J. Holmberg, E. Grandal) (PP) – 12:57 | 1–0 2–0 2–1 2–2 2–3 | 49:56 – A. Eder (T. Kircher, D. Trinkberger) 55:40 – L. Koziol (T. Kircher, A. Eder) 63:55 – J. Mayenschein (D. Trinkberger) | Rozhodčí: Andris Ansons Daniel Konc Čároví: Gleb Lazarev Miroslav Lhotský |
| 8 min                                                                                          | 8 min                                                                                          | Tresty              | 4 min | Rozhodčí: Andris Ansons Daniel Konc Čároví: Gleb Lazarev Miroslav Lhotský |
| 10                                                                                             | 10                                                                                             | Střely              | 33 | Rozhodčí: Andris Ansons Daniel Konc Čároví: Gleb Lazarev Miroslav Lhotský |

- Dánsko sestoupilo do Divize I skupiny A.

## Playoff

### Pavouk
|  | Čtvrtfinále 1 |               |               |  |    |              |              |              |  |               |               |               |   |
|  | A1            | Kanada        | 3             |  |    |              |              |              |  |               |               |               |   |
|  | B4            | Švýcarsko     | 2             |  |    | Semifinále 1 | Semifinále 1 | Semifinále 1 |  |               |               |               |   |
|  |               |               |               |  |    | A1           | Kanada       | 3            |  |               |               |               |   |
|  | Čtvrtfinále 2 | Čtvrtfinále 2 | Čtvrtfinále 2 |  | B2 | Česko        | 4            |              |  |               |               |               |   |
|  | B2            | Česko         | 3             |  |    |              |              |              |  |               |               |               |   |
|  | A3            | Rusko         | 2             |  |    |              |              |              |  | Finále        | Finále        | Finále        |   |
|  |               |               |               |  |    |              |              |              |  |               | B2            | Česko         | 2 |
|  | Čtvrtfinále 3 | Čtvrtfinále 3 | Čtvrtfinále 3 |  |    |              |              |              |  |               | B1            | USA           | 5 |
|  | A2            | Švédsko       | 10            |  |    |              |              |              |  |               |               |               |   |
|  | B3            | Finsko        | 0             |  |    | Semifinále 2 | Semifinále 2 | Semifinále 2 |  | Zápas o bronz | Zápas o bronz | Zápas o bronz |   |
|  |               |               |               |  |    | A2           | Švédsko      | 1            |  | A1            | Kanada        | 3             |   |
|  | Čtvrtfinále 4 | Čtvrtfinále 4 | Čtvrtfinále 4 |  | B1 | USA          | 4            |              |  | A2            | Švédsko       | 1             |   |
|  | B1            | USA           | 6             |  |    |              |              |              |  |               |               |               |   |
|  | A4            | Slovensko     | 2             |  |    |              |              |              |  |               |               |               |   |

Všechny časy jsou místní (UTC+3).

### Čtvrtfinále
| 24. dubna 2014 13:00 | USA | 6:2 (3–0, 1–0, 2–2) | Slovensko | Kisapuisto, Lappeenranta Návštěvnost: 503 |  |

| Zpráva | |                                 |                                                                                 |                                                                                     |
| Alexander Nedeljkovic | Alexander Nedeljkovic | Brankáři                        | Matej Tomek Adam Húska                                                          | Rozhodčí: Gordon Schukies Alexandr Sergejev Čároví: Gleb Lazarev Nikolaj Ponomarjow |
| J. Eichel (A. Tuch) – 00:54 J. MacLeod (J. Eichel) (PP2) – 03:28 A. Bjork (J. Eichel, S. Milano) – 17:08 A. Matthews (K. Connor, J. Glover) – 24:00 J. MacLeod (A. Tuch) (PP) – 48:30 N. Stevens (R. Collins) (PP) – 52:37 | J. Eichel (A. Tuch) – 00:54 J. MacLeod (J. Eichel) (PP2) – 03:28 A. Bjork (J. Eichel, S. Milano) – 17:08 A. Matthews (K. Connor, J. Glover) – 24:00 J. MacLeod (A. Tuch) (PP) – 48:30 N. Stevens (R. Collins) (PP) – 52:37 | 1–0 2–0 3–0 4–0 4–1 5–1 6–1 6–2 | 46:17 – K. Ferleťák (C. Jaroš) 55:30 – M. Halama (L. Hrušík, K. Ferleťák) (PP2) | Rozhodčí: Gordon Schukies Alexandr Sergejev Čároví: Gleb Lazarev Nikolaj Ponomarjow |
| 14 min | 14 min | Tresty                          | 16 min                                                                          | Rozhodčí: Gordon Schukies Alexandr Sergejev Čároví: Gleb Lazarev Nikolaj Ponomarjow |
| 43 | 43 | Střely                          | 12                                                                              | Rozhodčí: Gordon Schukies Alexandr Sergejev Čároví: Gleb Lazarev Nikolaj Ponomarjow |

| 24. dubna 2014 15:00 | Česko | 3:2 PP (1–0, 0–1, 1–1 : 1–0) | Rusko | Imatra Spa Areena, Imatra Návštěvnost: 1 116 |  |

| Zpráva | |                     | |                                                                             |
| Vítek Vaněček | Vítek Vaněček | Brankáři            | Maxim Treťjak                                                                                      | Rozhodčí: Mikko Kaukokari Tobias Wehrli Čároví: Dana Penkivech Jani Pesonen |
| J. Vrána (O. Mikliš, D. Kaše) – 18:53 D. Kaše (A. Rašner, M. Špaček) – 41:17 J. Vrána (F. Pyrochta, D. Mašín) – 65:55 | J. Vrána (O. Mikliš, D. Kaše) – 18:53 D. Kaše (A. Rašner, M. Špaček) – 41:17 J. Vrána (F. Pyrochta, D. Mašín) – 65:55 | 1–0 1–1 2–1 2–2 3–2 | 32:35 – J. Korškov (K. Pilipenko, V. Kameněv) (PP) 49:02 – K. Pilipenko (J. Svečnikov, V. Kameněv) | Rozhodčí: Mikko Kaukokari Tobias Wehrli Čároví: Dana Penkivech Jani Pesonen |
| 6 min | 6 min | Tresty              | 4 min                                                                                              | Rozhodčí: Mikko Kaukokari Tobias Wehrli Čároví: Dana Penkivech Jani Pesonen |
| 28 | 28 | Střely              | 27                                                                                                 | Rozhodčí: Mikko Kaukokari Tobias Wehrli Čároví: Dana Penkivech Jani Pesonen |

| 24. dubna 2014 17:00 | Švédsko | 10:0 (3–0, 2–0, 5–0) | Finsko | Kisapuisto, Lappeenranta Návštěvnost: 3 075 |  |

| Zpráva | |                                          |                                  |                                                                                       |
| Linus Söderström | Linus Söderström | Brankáři                                 | Kaapo Kähkönen Joona Voutilainen | Rozhodčí: Geoffrey Miller Kendrick Nicholson Čároví: Miroslav Lhotský Sotaro Jamaguči |
| W. Nylander (A. Holmström) – 00:52 K. Rosdahl (H. Tornqvist, J. Forsbacka-Karlsson) – 07:36 W. Lagesson (C. Ehn, K. Elgestal) – 10:43 W. Lagesson (PP) – 20:54 M. Pettersson (C. Ehn, A. Ottosson) – 22:16 R. Andersson (H. Tornqvist) – 41:43 K. Elgestal – 45:43 W. Nylander – 45:49 A. Holmström (O. Lindblom, W. Nylander) (PP) – 52:22 A. Holmström (W. Nylander, A. Ollas-Mattsson) – 54:25 | W. Nylander (A. Holmström) – 00:52 K. Rosdahl (H. Tornqvist, J. Forsbacka-Karlsson) – 07:36 W. Lagesson (C. Ehn, K. Elgestal) – 10:43 W. Lagesson (PP) – 20:54 M. Pettersson (C. Ehn, A. Ottosson) – 22:16 R. Andersson (H. Tornqvist) – 41:43 K. Elgestal – 45:43 W. Nylander – 45:49 A. Holmström (O. Lindblom, W. Nylander) (PP) – 52:22 A. Holmström (W. Nylander, A. Ollas-Mattsson) – 54:25 | 1–0 2–0 3–0 4–0 5–0 6–0 7–0 8–0 9–0 10–0 |                                  | Rozhodčí: Geoffrey Miller Kendrick Nicholson Čároví: Miroslav Lhotský Sotaro Jamaguči |
| 8 min | 8 min | Tresty                                   | 10 min                           | Rozhodčí: Geoffrey Miller Kendrick Nicholson Čároví: Miroslav Lhotský Sotaro Jamaguči |
| 32 | 32 | Střely                                   | 24                               | Rozhodčí: Geoffrey Miller Kendrick Nicholson Čároví: Miroslav Lhotský Sotaro Jamaguči |

| 24. dubna 2014 19:00 | Kanada | 3:2 (1–1, 1–0, 1–1) | Švýcarsko | Imatra Spa Areena, Imatra Návštěvnost: 1 116 |  |

| Zpráva | |                     |                                                                                  |                                                                            |
| Mason McDonald | Mason McDonald | Brankáři            | Gauthier Descloux                                                                | Rozhodčí: Linus Öhlund Anssi Salonen Čároví: Rene Jensen Andreas Malmqvist |
| J. Virtanen (T. Sanheim, J. McCann) (PP) – 17:28 J. Quenneville (J. Hawryluk, R. Gropp) – 31:58 T. Konecny (T. Sanheim) – 59:30 | J. Virtanen (T. Sanheim, J. McCann) (PP) – 17:28 J. Quenneville (J. Hawryluk, R. Gropp) – 31:58 T. Konecny (T. Sanheim) – 59:30 | 0–1 1–1 2–1 2–2 3–2 | 07:50 – D. Diem (R. Frick, D. Riat) 55:43 – K. Fiala (D. Malgin, R. Karrer) (PP) | Rozhodčí: Linus Öhlund Anssi Salonen Čároví: Rene Jensen Andreas Malmqvist |
| 16 min | 16 min | Tresty              | 18 min                                                                           | Rozhodčí: Linus Öhlund Anssi Salonen Čároví: Rene Jensen Andreas Malmqvist |
| 17 | 17 | Střely              | 21                                                                               | Rozhodčí: Linus Öhlund Anssi Salonen Čároví: Rene Jensen Andreas Malmqvist |

### Semifinále
| 26. dubna 2014 15:00 | USA | 4:1 (1–1, 1–0, 2–0) | Švédsko | Kisapuisto, Lappeenranta Návštěvnost: 2 038 |  |

| Zpráva | |                     |                                            |                                                                                   |
| Alexander Nedeljkovic | Alexander Nedeljkovic | Brankáři            | Linus Söderström                           | Rozhodčí: Kendrick Nicholson Alexandr Sergejev Čároví: Jordan Browne Gleb Lazarev |
| A. Matthews (K. Connor) – 03:11 R. Hitchcock (N. Hanifin) – 27:47 D. Larkin (R. Hitchcock) – 48:38 J. Eichel (D. Larkin) (ENG) – 59:14 | A. Matthews (K. Connor) – 03:11 R. Hitchcock (N. Hanifin) – 27:47 D. Larkin (R. Hitchcock) – 48:38 J. Eichel (D. Larkin) (ENG) – 59:14 | 0–1 1–1 2–1 3–1 4–1 | 02:39 – G. Franzen (W. Nylander, A. Kempe) | Rozhodčí: Kendrick Nicholson Alexandr Sergejev Čároví: Jordan Browne Gleb Lazarev |
| 14 min | 14 min | Tresty              | 6 min                                      | Rozhodčí: Kendrick Nicholson Alexandr Sergejev Čároví: Jordan Browne Gleb Lazarev |
| 34 | 34 | Střely              | 20                                         | Rozhodčí: Kendrick Nicholson Alexandr Sergejev Čároví: Jordan Browne Gleb Lazarev |

| 26. dubna 2014 19:00 | Kanada | 3:4 (0–1, 1–2, 2–0 : 0–1) | Česko | Kisapuisto, Lappeenranta Návštěvnost: 1 603 |  |

| Zpráva | |                             | |                                                                                  |
| Mason McDonald | Mason McDonald | Brankáři                    | Vítek Vaněček | Rozhodčí: Mikko Kaukokari Tobias Wehrli Čároví: Andreas Malmqvist Dana Penkivech |
| M. Barzal (D. Audette, J. Quenneville) (PP) – 34:51 J. Hicketts (C. Bleackley) – 45:02 D. Audette (M. Barzal) – 52:21 | M. Barzal (D. Audette, J. Quenneville) (PP) – 34:51 J. Hicketts (C. Bleackley) – 45:02 D. Audette (M. Barzal) – 52:21 | 0–1 0–2 0–3 1–3 2–3 3–3 3–4 | 01:15 – M. Špaček (J. Vrána) 27:37 – J. Vrána (M. Špaček, J. Zbořil) 32:57 – J. Smejkal (R. Veselý) 66:17 – D. Kaše | Rozhodčí: Mikko Kaukokari Tobias Wehrli Čároví: Andreas Malmqvist Dana Penkivech |
| 4 min | 4 min | Tresty                      | 6 min | Rozhodčí: Mikko Kaukokari Tobias Wehrli Čároví: Andreas Malmqvist Dana Penkivech |
| 30 | 30 | Střely                      | 33 | Rozhodčí: Mikko Kaukokari Tobias Wehrli Čároví: Andreas Malmqvist Dana Penkivech |

### Zápas o 3. místo
| 27. dubna 2014 15:00 | Kanada | 3:1 (1–1, 1–0, 1–0) | Švédsko | Kisapuisto, Lappeenranta Návštěvnost: 3 251 |  |

| Zpráva | |                 |                           |                                                                                  |
| Mason McDonald | Mason McDonald | Brankáři        | Linus Söderström          | Rozhodčí: Geoffrey Miller Anssi Salonen Čároví: Miroslav Lhotský Sotaro Jamaguči |
| B. Perlini (J. Virtanen) (PP) – 17:02 L. Crouse (T. Konecny, J. Hicketts) – 31:57 T. Konecny (T. Sanheim, J. Hicketts) – 55:22 | B. Perlini (J. Virtanen) (PP) – 17:02 L. Crouse (T. Konecny, J. Hicketts) – 31:57 T. Konecny (T. Sanheim, J. Hicketts) – 55:22 | 0–1 1–1 2–1 3–1 | 10:07 – H. Tornqvist (SH) | Rozhodčí: Geoffrey Miller Anssi Salonen Čároví: Miroslav Lhotský Sotaro Jamaguči |
| 30 min | 30 min | Tresty          | 45 min                    | Rozhodčí: Geoffrey Miller Anssi Salonen Čároví: Miroslav Lhotský Sotaro Jamaguči |
| 26 | 26 | Střely          | 39                        | Rozhodčí: Geoffrey Miller Anssi Salonen Čároví: Miroslav Lhotský Sotaro Jamaguči |

### Finále
| 27. dubna 2014 19:00 | USA | 5:2 (3–1, 2–1, 0–0) | Česko | Kisapuisto, Lappeenranta Návštěvnost: 3 338 |  |

| Zpráva | |                             |                                                                                        |                                                                                |
| Alexander Nedeljkovic | Alexander Nedeljkovic | Brankáři                    | Vítek Vaněček                                                                          | Rozhodčí: Mikko Kaukokari Tobias Wehrli Čároví: Andreas Malmqvist Jani Pesonen |
| J. Dougherty (S. Milano, J. Eichel) – 00:33 A. Matthews (K. Connor, R. Collins) – 06:55 S. Milano (L. Belpedio, J. MacLeod) – 07:41 D. Larkin (S. Milano) – 21:13 A. Matthews (B. Fortunato) – 26:57 | J. Dougherty (S. Milano, J. Eichel) – 00:33 A. Matthews (K. Connor, R. Collins) – 06:55 S. Milano (L. Belpedio, J. MacLeod) – 07:41 D. Larkin (S. Milano) – 21:13 A. Matthews (B. Fortunato) – 26:57 | 1–0 2–0 3–0 3–1 4–1 5–1 5–2 | 19:26 – J. Smejkal (R. Veselý, F. Chlapík) 33:20 – D. Kaše (A. Rašner, M. Špaček) (PP) | Rozhodčí: Mikko Kaukokari Tobias Wehrli Čároví: Andreas Malmqvist Jani Pesonen |
| 6 min | 6 min | Tresty                      | 6 min                                                                                  | Rozhodčí: Mikko Kaukokari Tobias Wehrli Čároví: Andreas Malmqvist Jani Pesonen |
| 41 | 41 | Střely                      | 17                                                                                     | Rozhodčí: Mikko Kaukokari Tobias Wehrli Čároví: Andreas Malmqvist Jani Pesonen |

## Statistiky a hodnocení hráčů

### Nejlepší hráči podle direktoriátu IIHF
| Pozice  | Hráč             |
| ------- | ---------------- |
| Brankář | Mason McDonald   |
| Obránce | Haydn Fleury     |
| Útočník | William Nylander |

### Kanadské bodování
Toto je pořadí hráčů podle dosažených bodů, za jeden vstřelený gól nebo přihrávku na gól hráč získává jeden bod.
| Hráč             | Záp. | G | A  | Body | +/− | PTM |
| ---------------- | ---- | - | -- | ---- | --- | --- |
| William Nylander | 7    | 6 | 10 | 16   | +8  | 0   |
| Axel Holmström   | 7    | 3 | 8  | 11   | +8  | 4   |
| Jakub Vrána      | 7    | 8 | 2  | 10   | +3  | 4   |
| Jack Eichel      | 7    | 5 | 5  | 10   | +6  | 2   |
| Sonny Milano     | 7    | 3 | 7  | 10   | +6  | 4   |
| Kevin Fiala      | 5    | 4 | 5  | 9    | +4  | 8   |
| Kirill Pilipenko | 5    | 5 | 2  | 7    | 0   | 0   |
| Auston Matthews  | 7    | 5 | 2  | 7    | +7  | 4   |
| Kyle Connor      | 7    | 4 | 3  | 7    | +8  | 0   |
| Denis Malgin     | 5    | 3 | 4  | 7    | +4  | 2   |

Záp. = Odehrané zápasy; G = Góly; A = Přihrávky na gól; Body = Body; +/− = Plus/Minus; PTM = Počet trestných minut

### Hodnocení brankářů
Pořadí nejlepších pěti brankářů na mistrovství podle úspěšnosti zásahů v procentech, brankář musel mít odehráno minimálně 40% hrací doby za svůj tým.
| Hráč                  | Čas    | SNB | OG | PGZ  | Úsp%  | ČK |
| --------------------- | ------ | --- | -- | ---- | ----- | -- |
| Mason McDonald        | 371:17 | 171 | 12 | 1,94 | 92,98 | 0  |
| Gauthier Descloux     | 238:28 | 101 | 9  | 2,26 | 91,09 | 0  |
| Adam Húska            | 159:52 | 84  | 8  | 3,00 | 90,48 | 0  |
| Alexander Nedeljkovic | 359:05 | 112 | 11 | 1,84 | 90,18 | 1  |
| Maxim Treťjak         | 183:55 | 80  | 8  | 2,61 | 90,00 | 0  |

Čas = Čas na ledě (minuty:sekundy); SNB = Střely na branku; OG = Obdržené góly; PGZ = Průměr gólů na zápas; Úsp% = Procento úspěšných zásahů; ČK = Čistá konta

## Konečné pořadí
| Por.             | Tým       |
| ---------------- | --------- |
| Zlatá medaile    | USA       |
| Stříbrná medaile | Česko     |
| Bronzová medaile | Kanada    |
| 4.               | Švédsko   |
| 5.               | Rusko     |
| 6.               | Finsko    |
| 7.               | Švýcarsko |
| 8.               | Slovensko |
| 9.               | Německo   |
| 10.              | Dánsko    |

## 1. divize

### Skupina A
- Termín konání: 13.–19. dubna 2014
- Místo konání:  Francie, Nice

|  | Postup do elitní skupiny MS   |
|  | Sestup do skupiny B 1. divize |

| Tým        | Z | V | VP | PP | P | GV | GI | B  |
| ---------- | - | - | -- | -- | - | -- | -- | -- |
| Lotyšsko   | 5 | 4 | 0  | 0  | 1 | 20 | 11 | 12 |
| Norsko     | 5 | 3 | 1  | 0  | 1 | 26 | 12 | 11 |
| Kazachstán | 5 | 3 | 0  | 1  | 1 | 17 | 11 | 10 |
| Bělorusko  | 5 | 2 | 1  | 1  | 1 | 15 | 12 | 9  |
| Francie    | 5 | 1 | 0  | 0  | 4 | 9  | 22 | 3  |
| Itálie     | 5 | 0 | 0  | 0  | 5 | 8  | 27 | 0  |

### Skupina B
- Termín konání: 13.–19. dubna 2014
- Místo konání:  Maďarsko, Székesfehérvár

|  | Postup do skupiny A 1. divize |
|  | Sestup do skupiny A 2. divize |

| Tým       | Z | V | VP | PP | P | GV | GI | B  |
| --------- | - | - | -- | -- | - | -- | -- | -- |
| Maďarsko  | 5 | 5 | 0  | 0  | 0 | 35 | 10 | 15 |
| Rakousko  | 5 | 3 | 0  | 0  | 2 | 15 | 10 | 9  |
| Slovinsko | 5 | 3 | 0  | 0  | 2 | 15 | 16 | 9  |
| Japonsko  | 5 | 3 | 0  | 0  | 2 | 22 | 20 | 9  |
| Ukrajina  | 5 | 1 | 0  | 0  | 4 | 15 | 16 | 3  |
| Polsko    | 5 | 0 | 0  | 0  | 5 | 5  | 35 | 0  |

- V případě rovnosti bodů rozhodovaly vzájemné zápasy.

## 2. divize

### Skupina A
- Termín konání: 24.–30. března 2014
- Místo konání:  Spojené království, Dumfries

|  | Postup do skupiny B 1. divize |
|  | Sestup do skupiny B 2. divize |

| Tým            | Z | V | VP | PP | P | GV | GI | B  |
| -------------- | - | - | -- | -- | - | -- | -- | -- |
| Litva          | 5 | 3 | 1  | 1  | 0 | 18 | 8  | 12 |
| Jižní Korea    | 5 | 2 | 2  | 0  | 1 | 16 | 10 | 10 |
| Chorvatsko     | 5 | 3 | 0  | 0  | 2 | 20 | 19 | 9  |
| Nizozemsko     | 5 | 2 | 0  | 0  | 3 | 12 | 13 | 6  |
| Velká Británie | 5 | 1 | 0  | 1  | 3 | 12 | 20 | 4  |
| Rumunsko       | 5 | 1 | 0  | 1  | 3 | 11 | 19 | 4  |

### Skupina B
- Termín konání: 14.–20. dubna 2014
- Místo konání:  Estonsko, Tallinn

|  | Postup do skupiny A 2. divize |
|  | Sestup do skupiny A 3. divize |

| Tým       | Z | V | VP | PP | P | GV | GI | B  |
| --------- | - | - | -- | -- | - | -- | -- | -- |
| Estonsko  | 5 | 4 | 0  | 0  | 1 | 30 | 13 | 12 |
| Španělsko | 5 | 4 | 0  | 0  | 1 | 25 | 11 | 12 |
| Srbsko    | 5 | 4 | 0  | 0  | 1 | 31 | 9  | 12 |
| Belgie    | 5 | 1 | 1  | 0  | 3 | 17 | 31 | 5  |
| Čína      | 5 | 1 | 0  | 1  | 3 | 16 | 21 | 4  |
| Island    | 5 | 0 | 0  | 0  | 5 | 8  | 42 | 0  |

## 3. divize

### Skupina A
- Termín konání: 24.–30. března 2014
- Místo konání:  Bulharsko, Sofie

|  | Postup do skupiny B 2. divize                                                      |
|  | Sestup do skupiny B 3. divize (v závislosti na uspořádání divizí v dalším ročníku) |

| Tým         | Z | V | VP | PP | P | GV | GI | B  |
| ----------- | - | - | -- | -- | - | -- | -- | -- |
| Austrálie   | 5 | 4 | 0  | 0  | 1 | 14 | 6  | 12 |
| Izrael      | 5 | 3 | 0  | 0  | 2 | 25 | 15 | 9  |
| Tchaj-wan   | 5 | 2 | 1  | 0  | 2 | 12 | 13 | 8  |
| Bulharsko   | 5 | 2 | 0  | 0  | 3 | 11 | 17 | 6  |
| Mexiko      | 5 | 2 | 0  | 0  | 3 | 13 | 10 | 6  |
| Nový Zéland | 5 | 1 | 0  | 1  | 3 | 9  | 23 | 4  |

### Skupina B
- Termín konání: 13.–15. února 2014
- Místo konání:  Turecko, İzmit

|  | Postup do skupiny A 3. divize |

| Tým      | Z | V | VP | PP | P | GV | GI | B |
| -------- | - | - | -- | -- | - | -- | -- | - |
| JAR      | 2 | 2 | 0  | 0  | 0 | 10 | 4  | 6 |
| Turecko  | 2 | 1 | 0  | 0  | 1 | 6  | 4  | 3 |
| Hongkong | 2 | 0 | 0  | 0  | 2 | 5  | 13 | 0 |